# Vinoté
Vinoté är en ort i Mexiko.   Den ligger i kommunen Simojovel och delstaten Chiapas, i den sydöstra delen av landet, 700 km öster om huvudstaden Mexico City. Vinoté ligger 957 meter över havet och antalet invånare är 577.
Terrängen runt Vinoté är bergig norrut, men söderut är den kuperad. Runt Vinoté är det ganska tätbefolkat, med 96 invånare per kvadratkilometer. Närmaste större samhälle är Yajalón, 19,1 km öster om Vinoté. Omgivningarna runt Vinoté är en mosaik av jordbruksmark och naturlig växtlighet.